# Weltverband der Arbeitnehmer
Weltverband der Arbeitnehmer WVA (World Confederation of Labour (WCL) bzw. Confédération mondiale du Travail (CMT)) war eine internationale Gewerkschaftsorganisation.
Der WVA hatte 144 Mitgliedsorganisationen in 116 Ländern mit 26 Millionen Einzelmitgliedern, vorwiegend in Entwicklungsländern. Sein Vorgänger war bis 1968 der Internationale Bund Christlicher Gewerkschaften (IBCG), der 1920 aus dem Internationalen Sekretariat der Christlichen Gewerkschaften entstand. Das Sekretariat wurde 1908 gegründet.
Aus dem Zusammenschluss von WVA und dem Internationalen Bund Freier Gewerkschaften (IBFG) ging am 1. November 2006 in Wien der Internationale Gewerkschaftsbund (IGB) hervor.